# U.S.A. (singolo)
U.S.A. è un singolo del cantante italiano Joe Yellow pubblicato nel 1992 dall'etichetta Eurobeat Records.

## Tracce
1. U.S.A. – 5:15 (testo: Donatella Cirelli, Severo Lombardoni – musica: Claudio Accatino, Donatella Cirelli, Anna Maria Gioco)
2. U.S.A. (Radio Mix) – 3:10
3. U.S.A. (Instrumental) – 3:10

## Cover dei Da Pump
U.S.A. è un singolo della boy band giapponese Da Pump pubblicato il 6 giugno 2018 dall'etichetta Sonic Groove, secondo estratto dall'album Thanx!!!!!!! Neo Best of Da Pump.

### Produzione
Il singolo, pubblicato a distanza di quasi quattro anni dal precedente lavoro New Position, è una cover di un brano del 1992, opera del cantante italiano Joe Yellow. È la prima volta che la boy band si cimenta con il genere eurobeat.
Tetsuo Taira, presidente dell'agenzia Rising Production a cui i Da Pump appartengono, era in cerca di un brano adatto allo stile del gruppo e alla voce di Issa Hentona, quando la sua attenzione ricadde su U.S.A. di Joe Yellow. Le aspettative iniziali non erano particolarmente alte, e quando il brano fu proposto ai Da Pump, Issa non nascose le sue perplessità. A conferma di ciò gli eventi promozionali legati all'uscita del singolo si svolsero soprattutto all'interno di centri commerciali.
Il testo giapponese del brano venne scritto da Shungo. Mentre il testo originale contiene allusioni sessuali rivolte a una personificazione femminile degli Stati Uniti d'America, nella cover dei Da Pump il senso del testo è totalmente stravolto pur mantenendo la stessa musicalità del brano originale. Il testo di Shungo è scritto dal punto di vista di un ragazzo che prova ammirazione per la cultura americana degli anni sessanta e settanta.

### Video musicale

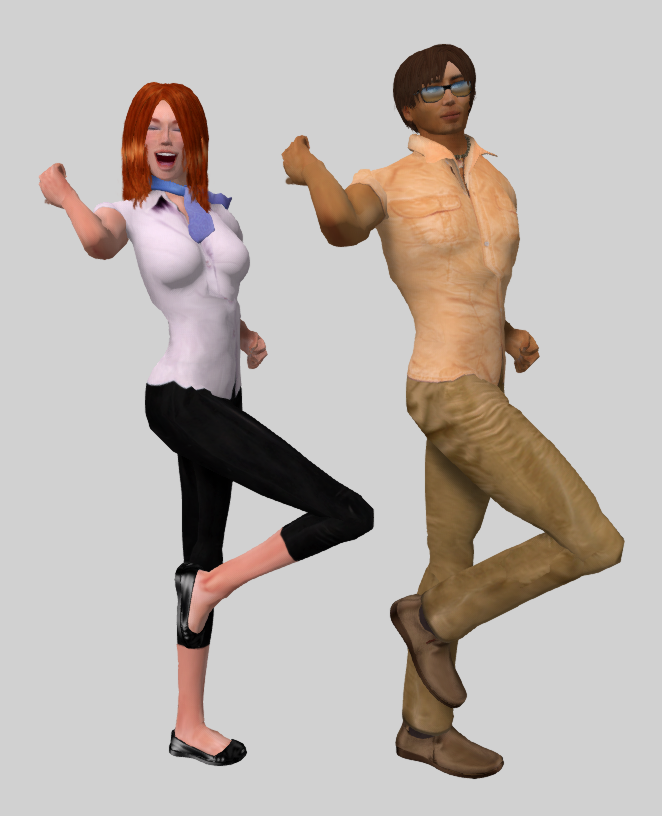
La danza del "mi piace", parte della coreografia del brano.

Il regista del video musicale è Takuya Tada, già noto per le sue collaborazioni con le MAX e le Morning Musume. La coreografia, semplice e facile da ricordare, è stata curata da Kenzo e Tomo. Essa comprende passi di danza come la dab, la Milly Rock e la shoot dance, nonché passi ispirati al pulsante "mi piace" dei servizi di rete sociale e al videogioco Space Invaders. Il 12 giugno 2018 su YouTube venne pubblicato un video in cui i membri del gruppo eseguono la coreaografia; il video ufficiale venne invece pubblicato il 16 maggio.

### Critica e successo commerciale
Al momento dell'uscita il singolo ricevette perlopiù critiche negative, venendo ridicolizzato a causa dell'età dei componenti dei Da Pump (l'età di molti di essi si aggira infatti sui quarant'anni), della coreografia e dello stile musicale considerato ormai sorpassato. Il suo sound nostalgico finì tuttavia per conquistare una grande fetta di pubblico, diventando ben presto un tormentone estivo. Il brano venne apprezzato soprattutto dai fan dell'Hello! Project, in quanto lo stile tipicamente anni novanta ricorda quello delle loro prime canzoni.
Volti popolari della TV giapponese come Rino Sashihara, Naomi Watanabe, Becky e il musicista Haruo Chikada manifestarono pubblicamente il proprio gradimento per il singolo, cosicché sia il brano sia il relativo video rimasero a lungo un argomento di tendenza sui servizi di rete sociale. A una settimana dalla sua pubblicazione su YouTube, il videoclip raggiunse il milione di visualizzazioni, e a ottobre superò i cento milioni. A novembre il singolo era stato scaricato 670.000 volte, vendendo inoltre 130.000 copie fisiche nel mercato giapponese.
Il successo della canzone portò questa a essere parodiata più volte, oppure a essere utilizzata come pubblicità per promuovere il turismo locale, come nel caso del governo della prefettura di Okayama. Inoltre, furono molte le celebrità che si cimentarono nell'esecuzione di alcuni passi di danza della coreografia sui social media.

### Esecuzioni live
A seguito del crescente riscontro positivo, i Da Pump continuarono a promuovere il singolo attraverso una serie di esibizioni in televisione. Il 25 luglio 2018 si esibirono insieme con le Morning Musume al FNS Music Festival; i due gruppi collaborarono anche in occasione delle celebrazioni del 20º anniversario dell'Hello! Project tenutesi alla Nakano Sun Plaza Hall di Tokyo, il 5 agosto 2018.
In estate si esibirono durante lo speciale estivo di Count Down TV (28 giugno), a The Music Day (7 luglio), a Ongaku no hi (14 luglio) e a Songs (28 luglio). A settembre furono invitati per la prima volta in quattro anni alla trasmissione Music Station.
A fine 2018 parteciparono alla 60ª edizione dei Japan Record Award, premi per la quale ricevettero una nomination nella categoria "miglior canzone dell'anno". Dopo sedici anni di assenza, il gruppo fu inoltre invitato nuovamente a esibirsi al Kōhaku uta gassen.

### Tracce
1. U.S.A. – 3:58 (testo: Donatella Cirelli, Severo Lombardoni, Shungo. – musica: Claudio Accatino, Donatella Cirelli, Anna Maria Gioco, Kaz)
2. All 2 You – 4:30 (testo: Shungo. – musica: Kotaro Odaka, Hirotaka Hayakawa, Uina, Belex)
3. Take it Easy (m.c.A.T)
4. U.S.A. (Instrumental) – 3:58
5. All 2 You (Instrumental) – 4:30
6. Take it Easy (Instrumental)

### Formazione
- Issa – voce (1996–presente)
- Daichi – cori (2008–presente)
- Kenzo – cori (2008–presente)
- Tomo – cori (2008–presente)
- Kimi – cori (2008–presente)
- Yori – cori (2008–presente)
- U-Yeah – cori (2008–presente)

### Classifiche
| Classifica (2018)             | Posizione massima |
| ----------------------------- | ----------------- |
| Giappone (Billboard Hot 100)  | 2                 |
| Giappone (Oricon settimanale) | 9                 |